# Thorectidae
Famille
Taxons de rang inférieur
- Phyllospongiinae Keller, 1889[2]
- Thorectinae Bergquist, 1978

Les Thorectidae sont une famille d'éponges de l'ordre des Dictyoceratida.

## Genres

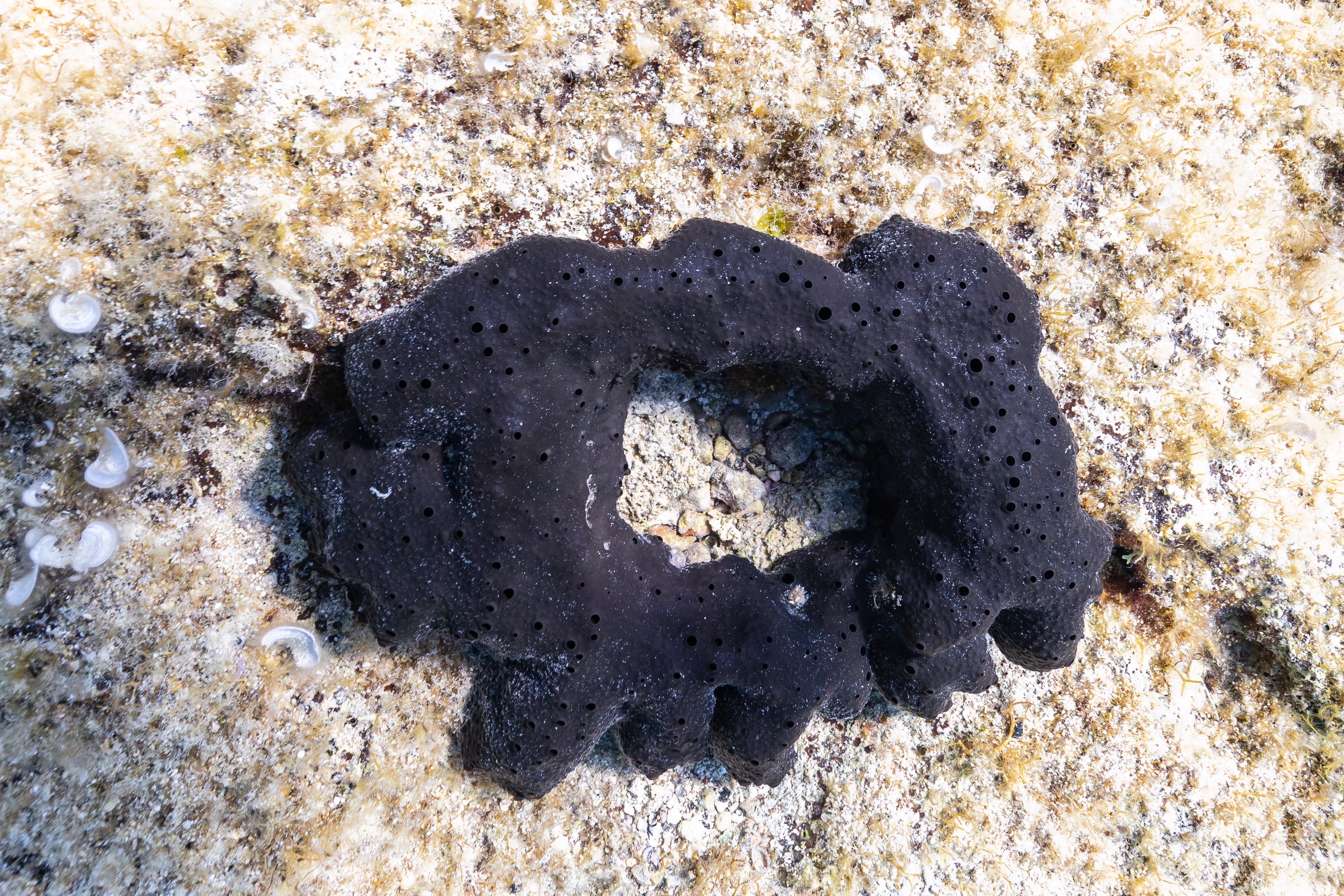
Scalarispongia scalaris, des Scalarispongia, des Thorectidae, au large de Cirkewwa, Malte. Aout 2021.

- Sous-famille Phyllospongiinae Keller, 1889
  - Candidaspongia Bergquist, Sorokin & Karuso, 1999[3]
  - Carteriospongia Hyatt, 1877[4]
  - Lendenfeldia Bergquist, 1980[5]
  - Phyllospongia Ehlers, 1870[6]
  - Strepsichordaia Bergquist, Ayling & Wilkinson, 1988[7]
- Sous-famille Thorectinae Bergquist, 1978[1]
  - Aplysinopsis von Lendenfeld, 1888[8]
  - Cacospongia Schmidt, 1862[9]
  - Collospongia Bergquist, Cambie & Kernan, 1990[10]
  - Dactylospongia Bergquist, 1965[11]
  - Fascaplysinopsis Bergquist, 1980[5]
  - Fasciospongia Burton, 1934[12]
  - Fenestraspongia Bergquist, 1980[5]
  - Hyrtios Duchassaing de Fonbressin & Michelotti, 1864[13]
  - Luffariella Thiele, 1899[14]
  - Narrabeena de Cook & Bergquist, 2002[15]
  - Petrosaspongia Bergquist, 1995[16]
  - Scalarispongia de Cook & Bergquist, 2000[17]
  - Semitaspongia de Cook & Bergquist, 2000[17]
  - Smenospongia Wiedenmayer, 1977[18]
  - Taonura Carter, 1882[19]
  - Thorecta von Lendenfeld, 1888[8]
  - Thorectandra von Lendenfeld, 1889[20]
  - Thorectaxia Pulitzer-Finali & Pronzato, 1999[21]